# Wurfeldermolen
De Wurfeldermolen is een watermolen op de Bosbeek, die zich bevindt aan Wurfeldermolenweg 31 nabij het Maaseikse gehucht Wurfeld.
In 1437 was er hier al sprake van een watermolen, aangeduid als Klooster Oliemolen, daar ze in gebruik was door de zusters van het Agnetenklooster te Maaseik. De huidige onderslagmolen werd gebouwd in 1560 als  dubbelmolen. Op de ene oever een korenmolen en op de andere een volmolen, ook in gebruik als runmolen. Omstreeks 1818 werd een papiermolen geïnstalleerd door J.J. Titeux, die drukker was te Maaseik. Vanaf 1863 was de molen weer uitsluitend in gebruik als korenmolen. Niet lang na 1960 werd het molenbedrijf stilgelegd.
Ondanks de nodige verbouwingen is de molen, voor wat het korengedeelte betreft, nog in maalvaardige staat. De kern van het gebouw is mogelijk origineel. Het rad bevindt zich onder een afdak tussen twee gebouwen in. In het gerestaureerde deel wonen de nazaten van de laatste beroepsmolenaar.
De molen en omgeving werden in 1993 geklasseerd als monument.

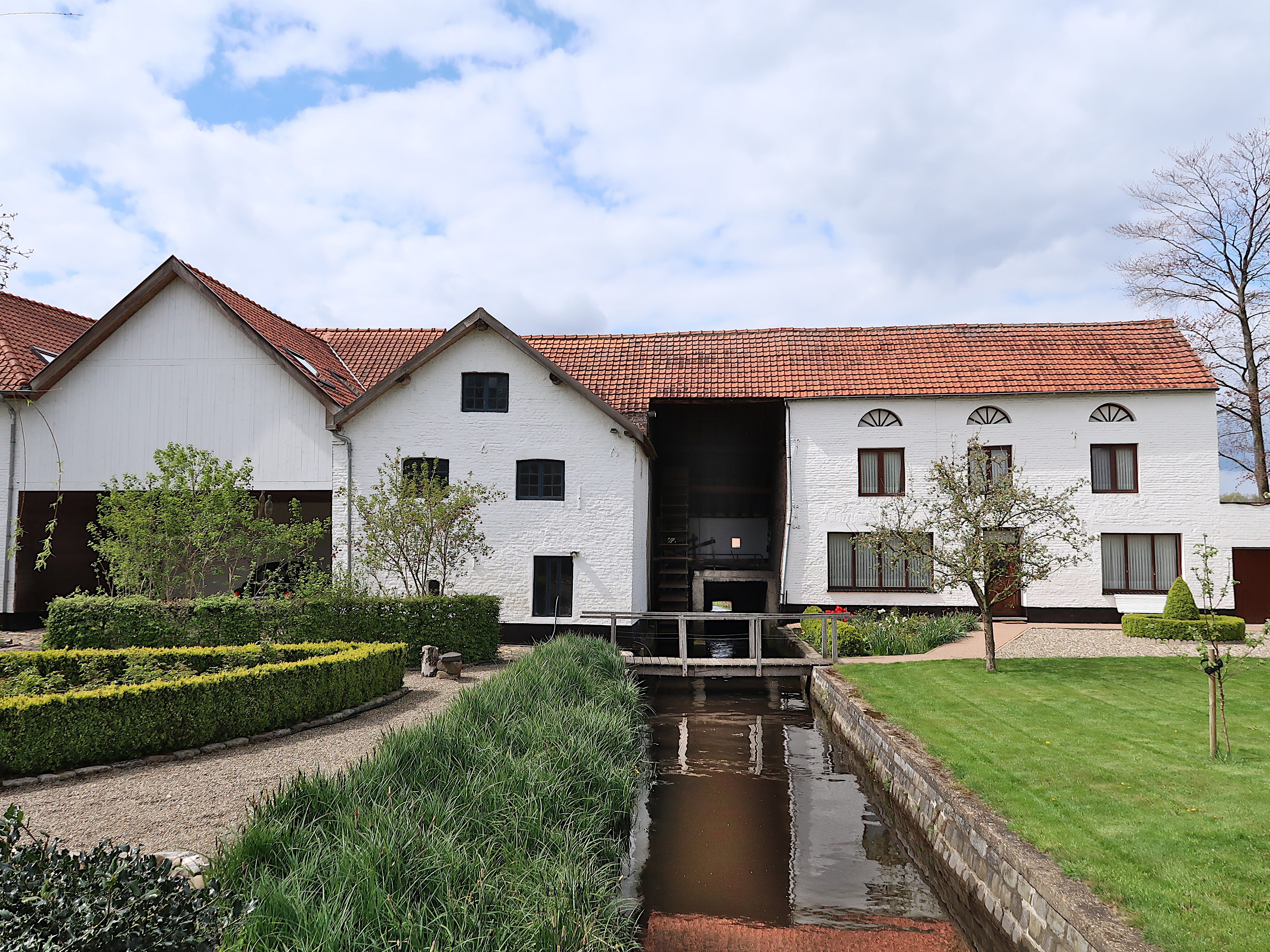
Wurfeldermolen
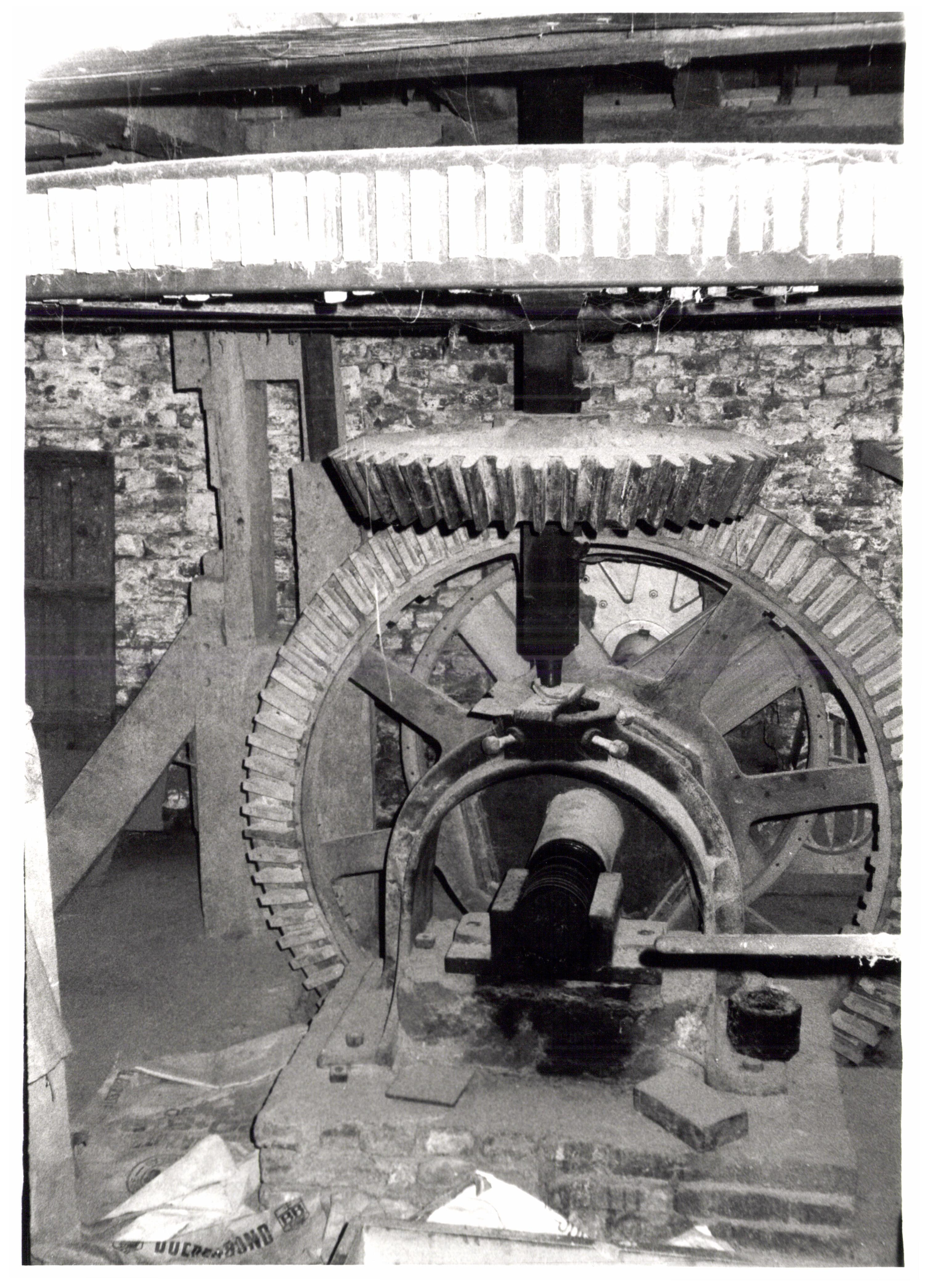
Binnenwerk van de molen

- Inventaris van het Bouwkundig Erfgoed (Vlaanderen): 73473